# Peter Hallward
Peter Hallward est un philosophe politique socialiste canadien,, travaillant au Royaume-Uni et dont les principaux centres d'intérêt sont la French Theory, la théorie critique, la volonté, les études postcoloniales, l’existentialisme, le Haïti contemporain,, , Alain Badiou et Gilles Deleuze,. 

## Éducation
Hallward a obtenu sa licence à l’université d’Oxford et son doctorat à l'université Yale en études françaises et afro-américaines,.

## Carrière
Hallward est devenu professeur de philosophie et littérature française au King's College de Londres de 1999 à 2004. Il a ensuite rejoint le Center for Research in Modern European Philosophy, qui a déménagé de l'université du Middlesex d'où il a été suspendu à l'université Kingston où il devient professeur de philosophie européenne moderne.